# Betton Strange
Betton Strange – osada w Anglii, w hrabstwie Shropshire. Leży 4 km na południowy wschód od miasta Shrewsbury i 221 km na północny zachód od Londynu.